# Mosandrit
Mosandrit är ett sällsynt mineral, som består av silikat av cerium, titan, niob med flera. Det är vanligen brunt och förekommer i gångar på öarna i Langesundsfjorden i sydliga Norge och används för tillverkning av ceriumsalter.
I mineralets sammansättning ingår bland annat oxider av natrium (6,79 %), kalcium (18,42 %), cerium (26,95 %), yttrium (4,87 %), zirkonium (1,35 %), titan (5,25 %), niob (4,37 %) och kisel (26,31 %).
Mineralet är namngivet efter Carl Gustaf Mosander (1797–1858), svensk kemist och mineralog.